# Diocesi di Humaitá
La diocesi di Humaitá (in latino: Dioecesis Humaitanensis) è una sede della Chiesa cattolica in Brasile suffraganea dell'arcidiocesi di Porto Velho. Nel 2021 contava 87.160 battezzati su 123.730 abitanti. È retta dal vescovo Antônio Fontinele de Melo.

## Territorio
La diocesi comprende 3 comuni dello stato brasiliano di Amazonas: Humaitá, Apuí e Manicoré.
Sede vescovile è la città di Humaitá, dove si trova la cattedrale dell'Immacolata Concezione.
Il territorio si estende su una superficie di 135.000 km² ed è suddiviso in 8 parrocchie.

## Storia
La prelatura territoriale di Humaitá fu eretta il 26 giugno 1961 con la bolla Fertile Evangelii di papa Giovanni XXIII, ricavandone il territorio dall'arcidiocesi di Manaus e dalla prelatura territoriale di Porto Velho (oggi arcidiocesi). Originariamente era suffraganea della stessa arcidiocesi di Manaus.
Il 16 ottobre 1979 la prelatura territoriale è stata elevata a diocesi con la bolla Cum praelaturae di papa Giovanni Paolo II.
Il 4 ottobre 1982 è entrata a far parte della provincia ecclesiastica dell'arcidiocesi di Porto Velho.
Il 12 febbraio 1996, in forza del decreto Quo aptius della Congregazione per i vescovi, ha ceduto il comune di Manicoré alla prelatura territoriale di Borba (oggi diocesi), ricevendone in cambio quello di Apuí. Tuttavia, il 20 gennaio 2003 Manicoré è ritornato a far parte della diocesi di Humaitá.

## Cronotassi dei vescovi
Si omettono i periodi di sede vacante non superiori ai 2 anni o non storicamente accertati.
- José Domitrovitsch, S.D.B. † (5 agosto 1961 - 27 febbraio 1962 deceduto)
- Miguel d'Aversa, S.D.B. † (21 maggio 1962 - 6 marzo 1991 ritirato)
- José Jovêncio Balestieri, S.D.B. † (6 marzo 1991 - 29 luglio 1998 nominato vescovo coadiutore di Rio do Sul)
- Franz Josef Meinrad Merkel, C.S.Sp. (26 luglio 2000 - 12 agosto 2020 ritirato)
- Antônio Fontinele de Melo, dal 12 agosto 2020

## Statistiche
La diocesi nel 2021 su una popolazione di 123.730 persone contava 87.160 battezzati, corrispondenti al 70,4% del totale.
| anno | popolazione | popolazione | popolazione | presbiteri | presbiteri | presbiteri | presbiteri                | diaconi | religiosi | religiosi | parrocchie |
| anno | battezzati  | totale      | %           | numero     | secolari   | regolari   | battezzati per presbitero | diaconi | uomini    | donne     | parrocchie |
| ---- | ----------- | ----------- | ----------- | ---------- | ---------- | ---------- | ------------------------- | ------- | --------- | --------- | ---------- |
| 1966 | 12.500      | 43.000      | 29,1        | 6          |            | 6          | 2.083                     |         | 6         | 12        | 2          |
| 1970 | 45.000      | 45.500      | 98,9        | 6          |            | 6          | 7.500                     |         | 7         | 12        | 2          |
| 1976 | 51.340      | 53.600      | 95,8        | 5          | 1          | 4          | 10.268                    |         | 5         | 17        | 4          |
| 1980 | 39.200      | 43.100      | 91,0        | 11         | 1          | 10         | 3.563                     |         | 12        | 16        | 4          |
| 1990 | 77.200      | 91.500      | 84,4        | 7          |            | 7          | 11.028                    |         | 8         | 19        | 7          |
| 1999 | 38.000      | 50.600      | 75,1        | 8          | 1          | 7          | 4.750                     |         | 7         | 12        | 7          |
| 2000 | 38.500      | 51.200      | 75,2        | 7          | 1          | 6          | 5.500                     |         | 6         | 15        | 5          |
| 2001 | 40.000      | 50.000      | 80,0        | 6          |            | 6          | 6.666                     |         | 7         | 15        | 5          |
| 2002 | 40.000      | 50.000      | 80,0        | 6          |            | 6          | 6.666                     |         | 7         | 19        | 5          |
| 2003 | 40.000      | 50.000      | 80,0        | 7          |            | 7          | 5.714                     |         | 8         | 19        | 5          |
| 2004 | 65.000      | 95.000      | 68,4        | 10         | 1          | 9          | 6.500                     |         | 12        | 26        | 7          |
| 2006 | 70.000      | 100.000     | 70,0        | 14         | 3          | 11         | 5.000                     |         | 13        | 20        | 7          |
| 2013 | 75.800      | 109.000     | 69,5        | 11         | 5          | 6          | 6.890                     | 7       | 9         | 23        | 8          |
| 2016 | 85.700      | 121.000     | 70,8        | 17         | 5          | 12         | 5.041                     | 6       | 13        | 26        | 8          |
| 2019 | 85.000      | 121.800     | 69,8        | 21         | 8          | 13         | 4.047                     | 10      | 14        | 24        | 8          |
| 2021 | 87.160      | 123.730     | 70,4        | 20         | 10         | 10         | 4.358                     | 14      | 11        | 14        | 8          |